# 278 (tal)
278 är det naturliga talet som följer 277 och som följs av 279.

## Inom vetenskapen
- 278 Paulina, en asteroid.

## Inom matematiken
- 278 är ett jämnt tal.
- 278 är ett semiprimtal